# Фудбалска репрезентација Екваторијалне Гвинеје
Фудбалска репрезентација Екваторијалне Гвинеје је фудбалски тим који представља Екваторијалну Гвинеју на међународним такмичењима и под контролом је Фудбалског савеза Екваторијалне Гвинеје.
Екваторијална Гвинеја је била домаћин Афричког купа нација 2012. заједно са Габоном па је први пут наступила на Афричком купу нација. Стигли су до четвртфинала. Као домаћини Афричког купа нација 2015. били су близу медање, али су изгбили у борби за треће место на пеналима против ДР Конга.
Никада нису учествовали на Светском првенству.

## Историја
Репрезентација Екваторијалне Гвинеје је своју прву утакмицу одиграла 23. марта 1975. године против Кине. Поражена је са 6-2. До 1984. године није одиграла ни једну утакмицу. Први наступ у квалификацијама за Афрички куп нација репрезентација Екваторијалне Гвинеје имала је 1988. године. У прелиминарној рунди је играла против Анголе. Поражена је са 4-1. До прве побједе у историји репрезентација Екваторијалне Гвинеје долази 1999. године, када је са 4-2 била боља од Централноафричке Републике. Први пут у квалификацијама за Светско првенство у фудбалу је играла 9. априла 2000. године против репрезентације Републике Конго. Поражена је на домаћем терену са 3-1. У реваншу 23. априла 2000. године поново бива поражена, овај пут са 2-1.
У квалификацијама за Светско првенство 2006. године поново испада у првој рунди овај пут од репрезентације Тога са укупних 2-1. У наредним квалификацијама је играла груну фазу, међутим заузела је последње место са три освојена бода.
Екваторијална Гвинеја је била домаћин Афричког купа нација 2012. године, што је значило да ће фудбалска репрезентација те земље по први пут наступати на завршном турниру. Екваторијална Гвинеја је била у групи са Замбијом, Либијом и Сенегалом. У првом мечу је победила Либију са 1-0, да би потом са 2-1 била боља од Сенегала. У трећем колу је поражена од Замбије са 3-0. Заузела је друго место са шест освојених бодова. У четвртфиналу је играла против Обале Слоноваче, али је поражена са 3-0.
У квалификацијама за Светско првенсто 2014. године играла је против Мадагаскара у првом колу. Победила је са укупних 3-2. У групи је играла са Тунисом, Зеленортским Острвима и Сијера Леоном. Заузела је четврто место са два освојена бода.
Као домаћини Афричког купа нација 2015. остварили су до сада најбољи пласман. Групну фазу су завршили на другом месту са једном победом и два нерешена резултата, а у четвртфиналу су победили Тунис након продужетака, да би у полуфинале су изгубили са 3:0 од Гане. У борби за треће место на пеналима су изгубили од ДР Конга.

## Резултати репрезентације

### Светско првенство
| Година       | Коло                  |
| ------------ | --------------------- |
| 1930 до 1998 | Није учествовала      |
| 2002 до 2018 | Није се квалификовала |
| Укупно       | 0/21                  |

### Афрички куп нација
| 1957 | Није учествовала | 1978 | Није учествовала      | 1998 | Није учествовала      |
| 1959 | Није учествовала | 1980 | Није учествовала      | 2000 | Није учествовала      |
| 1962 | Није учествовала | 1982 | Није учествовала      | 2002 | Није се квалификовала |
| 1963 | Није учествовала | 1984 | Није учествовала      | 2004 | Није се квалификовала |
| 1965 | Није учествовала | 1986 | Није учествовала      | 2006 | Није се квалификовала |
| 1968 | Није учествовала | 1988 | Повукла се            | 2008 | Није се квалификовала |
| 1970 | Није учествовала | 1990 | Није се квалификовала | 2010 | није се квалификовала |
| 1972 | Није учествовала | 1992 | Није учествовала      | 2012 | четвртфинале          |
| 1974 | Није учествовала | 1994 | Није се квалификовала | 2013 | није се квалификовала |
| 1976 | Није учествовала | 1996 | Повукла се            | 2015 | 4. место              |